# ミッドウェイファーム
有限会社ミッドウェイファームとは、茨城県行方市（旧行方郡）にある競走馬の牧場である。おもに競走馬の育成、調教などを請け負っている。
日本中央競馬会 (JRA) 美浦トレーニングセンター・奥平真治厩舎の厩務員だった 宮崎利男が 1998年に設立。2005年時点では30人、2008年時点では約25人 のスタッフにより、100頭近くの競走馬を管理している。株式会社ウインと提携しており、ウインレーシングの所有馬の利用施設となっている。南関東公営競馬の認定厩舎としても利用されている。

## おもな施設
- 厩舎[3][7]
- 坂路[3][10]
- ウッドチップのクッションを入れたダートコース[3][10]
- ウォーキングマシーン[3][6]

## おもな認定厩舎（外厩）
- 岡林光浩厩舎（6馬房）
- 内田勝義厩舎（6馬房）
- 藤田輝信厩舎（6馬房）

2017年7月1日時点では合計31馬房が認定されている。